# Черкола
Чѐркола (на италиански: Cercola) е град и община в Южна Италия, провинция Неапол, регион Кампания. Разположен е на 75 m надморска височина. Населението на общината е 19 336 души (към 2010 г.).